# 한상봉 (1876년)
한상봉(韓相鳳, 1876년 양력 3월 22일 ~ 1933년 양력 7월 12일)은 대한제국의 군인 겸 실업인이자 일제강점기의 관료로, 본관은 청주이며 본적은 경기도 수원군 수원면이다.

## 생애
1898년부터 2년 동안 대한제국 육군무관학교에서 수학한 뒤 군인이 되었다. 1904년 정위 계급에 오른 뒤 육군무관학교 교관과 군법회의 판사 등을 지내다가, 1906년 한성은행 수원지점 총무가 되면서 금융인으로 변신했다.
한일 병합 조약 체결 1년 전인 1909년 한성은행 수원지점 지배인에 올랐고, 통감부 기관지인 경성일보가 주최한 관광단에 포함되어 일본에도 다녀왔다. 이 관광단은 전현직 관료와 유생, 실업가, 언론인들로 구성되어, 조선의 지식층들에게 일본의 발달한 문명을 보여주는 데 목적이 있었다.
1913년 수원철공조합공장을 건립하여 처음 직접 경영에 참여한 뒤로 일제강점기 동안 여러 사업 분야에서 활동했다. 1921년 주식회사 수원전기 대주주 겸 감사와 주식회사 수원인쇄 감사가 되었고, 같은 해 한국 최초의 생명보험사인 조선생명보험회사를 발기하고 감사역을 맡았다. 1925년부터는 주식회사 수원식림종묘의 사장직에 올랐다.
한상봉은 1926년 전선지주회에 경기도 대표로 출석할 만큼 수원 지역을 대표하는 대자본가가 되었다. 이 행사는 조선총독부가 수립한 산미증산계획에 대한 설명을 듣고 협조를 다짐한 자리로, 조선인 지주는 전국에서 44명이 참가했다.
이 과정에서 관직에도 참여했다. 처음에는 면 단위에서 활동하다가 경기도 도평의회 의원으로 진출했고, 1924년에는 조선총독부 중추원 참의로 발탁되어 전국적인 유력자로 부상했다. 중추원에서는 3년간 근무하고 퇴임할 때 정7위에 서위되었다.
중추원 참의직에서 물러난 뒤에도 한성은행 대주주, 주식회사 용수흥농 감사와 주식회사 화성흥산 감사를 지내며 실업계에서 활발한 활동을 했다. 한상봉이 사망했을 때 동생이 쓴 제문에 따르면, "경기도 지역에서 관민·공사를 불문하고 어려운 일에는 반드시 중형의 알선을 청하여 해결을 용이하게" 했을 정도로 이 지역에서 영향력 있는 유지였다.
2002년 발표된 친일파 708인 명단에 포함되었다. 2008년 민족문제연구소가 공개한 친일인명사전 수록예정자 명단과 2007년 대한민국 친일반민족행위진상규명위원회가 발표한 친일반민족행위 195인 명단에도 들어 있다.

## 같이 보기
- 조선총독부 중추원
- 한성은행

## 참고자료
- 친일반민족행위진상규명위원회 (2007년 12월). 〈한상봉〉 (PDF). 《2007년도 조사보고서 II - 친일반민족행위결정이유서》. 서울. 878~885쪽쪽. 발간등록번호 11-1560010-0000002-10. [깨진 링크(과거 내용 찾기)]